# يورغن راسمونسن
يورغن راسمونسن ، من مواليد 19 فبراير 1937 ، لاعب كرة قدم دنماركي سابق.
لعب مع منتخب الدنمارك لكرة القدم.

## وصلات خارجية
- يورغن راسمونسن على موقع قاعدة بيانات كرة القدم.إي يو (الإنجليزية)
- يورغن راسمونسن على موقع ناشيونال فوتبول تيمز (الإنجليزية)